# Ddakji
Ddakji (딱지) o también a veces llamado Ttakji, es un juego tradicional de Corea del Sur jugado por 2 o más jugadores. Consiste en lanzar un trozo de papel doblado contra otro (que estaría en el suelo boca arriba) con la intención de voltearlo. Similar al Juego de los Tazos.
Las fichas, que, llevan el mismo nombre que el juego en su forma terminada son de forma cuadrada y tienen 4 triángulos apuntando al centro, dos horizontales y dos verticales. Pueden poseer diferentes colores cada lado o papel, pero regularmente las fichas ajenas tienen otro color mayormente para diferenciarlos. Los Ddakjis modernos pueden llevar figuras, colores y estampas coloridas de cualquier personaje, usualmente de anime u otras.

Cómo hacer un Ttakji

## Reglas
Las reglas del Ddakji son relativamente fáciles, siendo estas:
(Antes del juego, se decide con un juego de Piedra, papel o tijera. (Romanización: Gawi-Bawi-Bo) (Coreano: 가위바위보)
1. Siempre lanzar tu Ttakji al Ttakji contrario, siendo lo más básico.
2. No utilizar las manos, pies y cualquier otra fuerza además de tu Ttakji lanzado para voltear el Ttakji de tu adversario.
3. El juego es por turnos, por lo tanto tendrás que esperar tu turno antes o después de lanzar un Ttakji
4. Solo se juega con dos o más Ttakjis dependiendo de la cantidad de jugadores (uno para cada jugador)
5. Si un jugador voltea un Ttakji gana un punto y el siguiente jugador pondrá otro Ttakji en el suelo, así sucesivamente.

## Variaciones
Existen distintos tipos de Ddakji. Por ser un juego que ha sido creado y utilizado por niños existen distintas variaciones del mismo juego.

### Neomgyeomeokgi
Los participantes deciden jugar Piedra, papel o tijera, él o los perdedores dejan su Ddakji en el suelo, mientras los demás intentan voltear el Ddakji de los perdedores.

### Nallyeomeokgi
Los jugadores lanzan un Ttakji y el que lo lance más lejos toma los Ttakjis de los otros jugadores. Otra forma de jugar es trazando una línea en el suelo. Quien logre arrojar su Ttakji más cerca de la línea se llevará los Ttakjis de los demás participantes.

### Byeokchigi
Los jugadores tratan de lanzar su Ttakji contra una pared, esto con el fin de hacerla rebotar. Quien logre hacer rebotar más lejos su Ttakji será el ganador y por ende se llevará los Ttakjis de sus contrincantes.

### Mireonaegi
Los jugadores dibujan un círculo en el suelo y posteriormente dejan un Ttakji. La cantidad de Ttakjis que se colocan en el círculo dependerá de cuántos jugadores hayan (1 Ttakji por cada jugador) o, se acordará poner un número fijo de Ttakjis. Los jugadores ganaran si logran derribar y empujar los Ttakjis de los demás fuera del área del círculo, esto también aplica a los Ttakjis lanzados.

## Popularidad
El «Boom» de popularidad internacional del juego Surcoreano inició por varios Reality show, en los que se encuentra Running Man.
Esto significó la expansión del juego a niveles internacionales, si bien fue un éxito en expandir el Ddakji, su popularidad explotó en 2021 con la popular serie de Netflix «El juego del calamar» Donde en la susodicha serie un vendedor le ofrece a Gi-Hun (protagonista de la serie) a jugar Ddakji con él. Por lo que expandió su popularidad a gran escala, terminando por ser uno de los juegos más representativos de Corea del Sur.